# Indie pop
Indie pop este un gen al muzicii rock alternativ care își are originea în Regatul Unit pe la mijlocul aniilor 1980, cu rădăciniile sale trăgându-se din formații scoțiene de post-punk de la casa de discuri Postcard Records la începutul aniilor 1980 (Josef K și Orange Juice) și formația dominantă independentă din Anglia pe la mijlocul aniilor 1980, the Smiths. Indie pop era inspirat de etica și ideologiile muzicii punk, și a generat o fanzine, casă de discuri, și un circuit de cluburi și giguri înfloritoare. Indie pop diferă de la indie rock la măsura care este mai melodică, mai puțin abrazivă, și relativ fără griji.